# Aluminiumtristearat
Aluminiumtristearat ist eine chemische Verbindung aus der Gruppe der Aluminiumverbindungen und Fettsäuresalze (Metallseifen). Es ist das Aluminiumsalz der Stearinsäure.

## Gewinnung und Darstellung
Aluminiumtristearat kann durch Reaktion von Stearinsäure mit Aluminiumhydroxid oder mit Aluminiumtriisopropylat gewonnen werden.
{\displaystyle \mathrm {Al(OH)_{3}+3\ C_{18}H_{36}O_{2}\longrightarrow Al(C_{18}H_{35}O_{2})_{3}+3\ H_{2}O} }

## Eigenschaften
Aluminiumtristearat ist ein weißer brennbarer Feststoff, der praktisch unlöslich in Wasser ist. Die Zündtemperatur liegt bei 375 °C.

## Verwendung
Aluminiumstearat wird in vielen Industriezweigen als Verdickungsmittel verwendet. So wird es in Lacken, Farben, Drucktinten und Reinigungsmitteln in Suspensionen zur Viskositätserhöhung verwendet. Es wird auch als Mattierungsmittelzusatz in Farben und Lacken eingesetzt. In Gummi wird es bei der Verarbeitung verwendet, und in der Kunststoffindustrie ist es in Decklacken für beschichtete Gewebe enthalten. Es dient auch in Pulverform der Schmierung und Abdichtung sowie bei der Herstellung von Rostschutzausrüstungen und Entschäumern. Weiterhin wird es zur Hydrophobierung von saugfähigen Materialien wie Papier, Textilien und Beton eingesetzt. In der Pharmazie wird es auch als Gelbildner für Oleogele und Salbengrundlagen sowie zur Viskositätserhöhung verwendet.

## Verwandte Verbindungen
- Aluminiumdistearat, C36H71AlO5 (CAS-Nr. 300-92-5)